# Letov Š-1
Il Letov Š-1 era un ricognitore- bombardiere leggero biplano sviluppato dall'azienda cecoslovacca Vojenská továrna na letadla Letov nei primi anni venti del XX secolo.
Fu il primo velivolo di produzione nazionale ad essere impiegato dalla Češkoslovenske Vojenske Letectvo, l'aeronautica militare cecoslovacca, nel periodo interbellico.

## Storia del progetto
Con la costituzione dello stato indipendente cecoslovacco, avvenuta il 28 ottobre 1918, fu subito fondato l’Arsenale Aereo Militare Cecoslovacco, che il 1 novembre fu trasformato nella Vojenská továrna na letadla Letov. Il primo incarico assegnato alla nuova fabbrica fu la revisione e la riparazione di tutti gli aerei già appartenuti alle k.u.k. Luftfahrtruppen austro-ungariche ed entrati in possesso dei cecoslovacchi. Nel giugno 1919 l’ufficio tecnico della fabbrica, diretto dal progettista Alois Šmolík, e con l’assistenza di Josefem Feiglem, iniziò la realizzazione del primo velivolo che venne designato SH-1. Si trattava di un biplano da ricognizione e bombardamento leggero il cui prototipo, motorizzato con un propulsore Hierro Tipo L, andò in volo per la prima volta nell’agosto 1920 nelle mani del collaudatore, capitano Klementem Adamcem, sull’aeroporto militare di Praga-Kbely.

## Descrizione tecnica
Il biplano Letov Š-1 era un ricognitore/bombardiere leggero dotato di fusoliera semimonoscocca di costruzione interamente lignea, rivestita in compensato. La configurazione alare era biplano-sesquiplana, con l'ala superiore, montata alta a parasole, dall'apertura leggermente più ampia dell'inferiore, quest'ultima montata bassa sulla fusoliera e leggermente spostata verso coda, collegate tra loro da sei coppie di montanti, tre per lato disposte a N, e integrati da tiranti in cavetto d'acciaio.
Il motore in linea era uno Hierro Tipo L a 6 cilindri, raffreddati a liquido, erogante la potenza di 230 CV (169 kW), ed azionava un'elica bipala lignea.
Il carrello d'atterraggio era un semplice biciclo anteriore fisso con ruote collegate da un assale rigido integrato posteriormente da un pattino d'appoggio posizionato sotto la coda.
L’armamento si basava su una mitragliatrice Vickers vz.09 calibro 7,7 mm, fissa in caccia, e sparante attraverso il disco dell'elica tramite un sistema di sincronizzazione. L'arma disponeva di una riserva di 250 colpi. Una mitragliatrice brandeggiabile Lewis da 7,7 mm, con 900 colpi, era a disposizione dell'osservatore mitragliere. L'equipaggio, composto da due persone, era disposto in tandem in abitacoli aperti, e disponeva di una stazione radiotelegrafica e di una macchina per riprese fotografiche, con un rullino per 50 scatti. L'aereo poteva trasportare due bombe da 50 kg o fino a 12 bombe da 10 kg.

## Impiego operativo
Dopo aver completato i collaudi militari il prototipo fu ridenominato Š-1, e venne ufficialmente presentato al primo salone internazionale cecoslovacco, che si tenne nel 1920 nella parte vecchia di Praga, riscuotendo grande interesse. 
Il Ministerstvo Národní Obrany (MNO) emise un ordine per la costruzione di 50 velivoli Letov ŠH-1 equipaggiati con motori Breitfeld & Daněk Hiero L, ma se ne poterono realizzare in questa configurazione solo 28, a causa della scarsità di motori Hiero L.  I rimanenti velivoli ricevettero i motori Maybach Mb.IVa da 260 hp (191 kW) e la designazione di ŠM-1. Il primo di questi fu sottoposto ai collaudi militari tra il dicembre 1920 e il marzo 1921 dal capitano Alois Jezek. Nel 1921 lo MNO ordinò un'ulteriore serie di 40 aerei che vennero prodotti su licenza dalla Aero Letňany, con l’adozione di piccole modifiche e la designazione di ŠM-2. Il propulsore rimaneva il Maybach Mb-IVa, mentre era stata ridotta l'apertura alare.  Nel 1923 la designazione degli aerei fu semplificata e tutti i velivoli con il motore Hiero L ricevettero la denominazione di Š-1 e con il Maybach Mb-IVa di Š-2.
Con l’arrivo dei velivoli ai reparti operativi si misero in evidenza alcuni problemi di stabilità dell’aereo in volo, cui si tentò di ovviare modificando gli impennaggi di coda, ma senza molto successo.
Tutti gli aeromobili prodotti prestarono servizio sull'aeroporto di Praga-Kbely fino al 1925, quando l’ultimo velivolo fu radiato. Il Letov Š-2 fu il primo aereo militare cecoslovacco ad essere presentato all’estero. Nel 1921 volò in Jugoslavia, e un anno dopo fu presentato con successo a Zurigo (Svizzera) in un raduno di aerei militari.

### La versione da trasporto civile
Mentre stava sviluppando l’Š-1, il progettista Alois Šmolík portò avanti anche una versione da trasporto passeggeri dell'aereo con la denominazione Sm A1, dotato di una cabina chiusa per il trasporto per due passeggeri. Le finestre della cabina erano dotate di tende, e la stessa cabina poteva considerarsi lussuosa per gli standard dell’epoca. L’unico pilota disponeva di un abitacolo chiuso. Il primo prototipo fu presentato, insieme a quello dell’Š-1, alla mostra internazionale di Praga del 1920. Due anni dopo l’aereo, con matricola civile L-BSEE, venne affittato dalla compagnia aerea Československá letecká akciová společnost, per essere utilizzato sui voli internazionali da Praga a Dresda e Berlino. Tale linea non venne autorizzata, e la società fallì nel corso del 1923. Il prototipo dell'Sm A1 non fu più utilizzato e venne successivamente demolito.

## Versioni
- SH-1: prima versione, costruita in 28 esemplari, dotata di propulsore Breitfeld & Daněk Hiero L da 230 CV (169 kW). Successivamente ridesignati Š-1.
- SM-1: seconda versione, costruita in 22 esemplari, dotata di propulsore Maybach Mb.IVa da 260 hp (194 kW). Successivamente ridesignati Š-2.
- Sm A1: variante da trasporto passeggeri dotata di cabina chiusa, così come l'abitacolo per l'unico pilota.

## Utilizzatori
Cecoslovacchia
- Češkoslovenske Vojenske Letectvo

## Esemplari attualmente esistenti
L'unico esemplare sopravvissuto, un modello Š-2, è attualmente esposto presso il Letecké Muzeum di Kbely.

### Annotazioni
1. ↑  In lingua italiana Ministero della Difesa Nazionale.
2. ↑  In italiano "Museo dell'aviazione", la cui sede si trova nel complesso dell'aeroporto militare storico di Praga - Kbely

### Fonti
1. ↑  Munson 1972, p. 18.
2. 1 2 3 4  David 1997, p. 563.
3. 1 2 3 4 5 6  Munson 1972, p. 98.
4. 1 2 3 4 5 6 7 8 9 10  Уголок неба.
5. 1 2 3 4 5 6 7 8 9  Valka.cz.